# El Espinal (kommun)
El Espinal är en kommun i Mexiko.   Den ligger i delstaten Oaxaca, i den sydöstra delen av landet, 500 km sydost om huvudstaden Mexico City. Antalet invånare är 8 219. Arean är 83 kvadratkilometer. El Espinal gränsar till Asunción Cuyotepeji.
Terrängen i El Espinal är platt.
Följande samhällen finns i El Espinal:
- El Espinal
- Ingenio Juchitán